# Escritas naxi
A língua naxi do sudoeste da China pode ser escrita  tanto com o silabário Geba como pelo sistema de pictogramas Dongba, esse método de uso bem menor. Nesse último caso é normal que haja anotações entre as linhas em Geba, pois um texto dongba geralmente somente possas ser lido por seu autor. 
Uma escrita com alfabeto latino foi desenvolvida para o Naxi no século XX..
|  |  |